# قائمة الآلات الفلكية
تشمل الأدوات الفلكية:
- العضادة
- ذات الحلق
- أسطرام [الإنجليزية]
- الأسطرلاب
- الساعة الفلكية
  - آلية أنتيكيثيرا (ساعة فلكية)
- مقارنة وميضية
- مقياس الإشعاع الحراري
- كانتربري أسطرلاب رباعي [الإنجليزية]
- سلاتون [الإنجليزية]
- الكرة السماوية
- جهاز اقتران الشحنة
- الحاسوب
- مستشعر البكسل النشط [الإنجليزية]
- مرسام الإكليل
- كوسمولاب [الإنجليزية]
- ديوبترا
- الحلقة الاستوائية
- المستوى [الإنجليزية]
- عقرب المزولة
- المميال
- قياس التداخل
- كمال (ملاحة)
- مقراب زوالي
- كاشف لوحة قناة متناهية الصغر [الإنجليزية]
- آلة جدارية
- قرص نيبرا السماوي
- ليلي (آلة) [الإنجليزية]
- ثمن (آلة)
- المطياف البصري
- أوريري
- اللوح التصويري
- المضواء
- خارطة نصف الكرة الأرضية [الإنجليزية]
- ساعة براغ الفلكية
- الربع
- شبكاني [الإنجليزية]
- سكيف
- مسدسة [الإنجليزية]
- مهمة عوالم جديدة
- مرصد فضائي
- المطياف
- المزولة
- المقراب
- توركيكوم
- المِثْلَثَة
- مقراب الذروة [الإنجليزية]

## طالِع أيضًا
- علم الفلك
- جهاز قياس